# Wehrkreis Generalgouvernement
Het Wehrkreis Generalgouvernement (Krakau)  (vrije vertaling: militaire district Generaal-gouvernement (Krakau)) was een territoriaal militaire bestuurlijke eenheid tijdens 

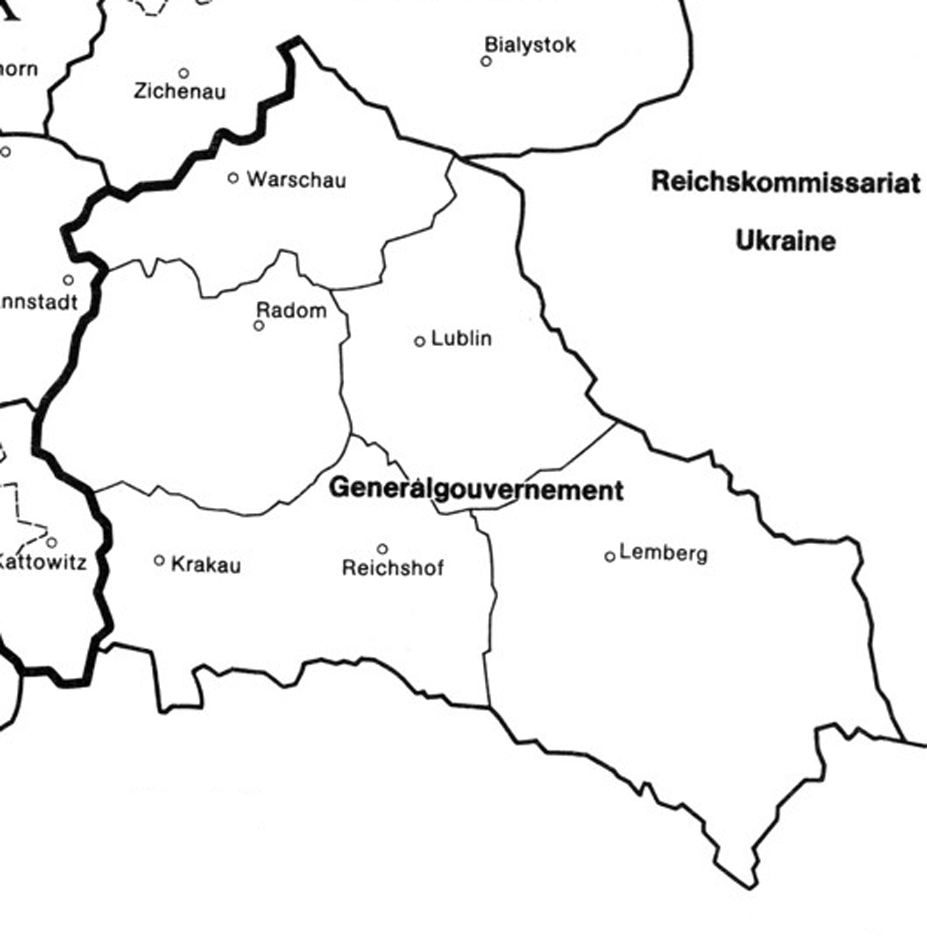
Kaart van het Wehrkreis Generalgouvernement in 1944.

het nationaalsocialistische Duitse Rijk. Het bestond vanaf 15 juli 1941 tot 22 september 1944.
Het Wehrkreis Generalgouvernement was verantwoordelijk voor de militaire veiligheid van het Generaal-gouvernement. Het voorzag ook in de bevoorrading en training van delen van het leger van de Heer in het gebied.
Het gebied van het Wehrkreis Generalgouvernement was 142.207 vierkante kilometer, met een bevolking van 18.000.000. Het hoofdkwartier van het Wehrkreis Generalgouvernement  was gevestigd in Krakau.
Het Wehrkreis Generalgouvernement  had meerdere Wehrersatzbezirke (vrije vertaling: meerdere reserve militaire districten).

## Bevelhebbers
| Rang                   | Naam                     | Begin                         | Eind                               | Opmerking                                                              |
| ---------------------- | ------------------------ | ----------------------------- | ---------------------------------- | ---------------------------------------------------------------------- |
| General der Kavallerie | Curt Ludwig von Gienanth | 15 juli 1942 - 1 oktober 1942 | 1 oktober 1942 - 13 september 1944 |                                                                        |
| General der Infanterie | Siegfried Haenicke       | 1 oktober 1942                | Juni 1944                          |                                                                        |
|                        |                          |                               |                                    | Het Wehrkreis werd in februari 1945 door het Russisch leger overlopen. |

## Politieautoriteiten en SD-diensten
Höherer SS- und Polizeiführer (HSSPF): 
- Wilhelm Koppe

Befehlshaber der Ordnungspolizei (BdO):
- Herbert Becker (25 oktober 1939 - oktober 1940[5])
- Friedrich Sendel (8 maart 1944 - 23 maart 1944[6]) (m.d.W.d.G.b.)[6]

## Afkorting
- mit der Wahrnehmung der Geschäfte beauftragt (m.d.W.d.G.b.) - vrije vertaling: met de waarneming van de functie belast